# エキソデオキシリボヌクレアーゼIII
エキソデオキシリボヌクレアーゼIII(Exodeoxyribonuclease III、EC 3.1.11.2)は、酵素である。以下の化学反応を触媒する。
核酸を3'から5'方向にエキソ型で切断し、ヌクレオシド-5'-リン酸を生成する。
二本鎖DNAを選択的に切断する。